# Poluare acustică
Poluarea acustică, denumită și poluare fonică sau poluare sonoră, este o componentă a poluării mediului, produsă de zgomote.
Zgomotul este definit ca un complex de sunete fără un caracter periodic, cu insurgență dezagreabilă aleatorie, care afectează starea psihologică și biologică a oamenilor și a altor organisme din natură. Caracteristicile fizice sau obiective ale zgomotului privesc tăria sau intensitatea sonoră, durata și frecvența. Intensitatea este caracterul cel mai important care depinde de trăsăturile sursei, de distanță și posibilitățile de transmitere sau multiplicare. Ea se măsoară în decibeli sau foni.
Fonul este unitatea de măsură fiziologică de percepție de către urechea umană a celei mai slabe excitații sonore. S-a admis că cifra 80 pe scara de decibeli, sau pe scara de foni, reprezintă pragul la care intensitatea sunetului devine nocivă. Expunerea excesivă la zgomot intens și pe perioade lungi de timp determină surditatea.
În studiile de poluare acustică, pentru determinarea aproape a oricărui tip de zgomot, în mod special pentru domeniile industrial, protecția mediului și zgomot aeroportuar, se utilizează sonometrele care măsoară nivelul de presiune acustică. Cu ajutorul său, prin măsurări repetate, se poate obține o hartă de zgomot a unei localități sau zone.